# Centre de ressources, d'expertise et de performance sportive de Vichy
Le Centre de ressources, d'expertise et de performance sportive de Vichy (ou CREPS Auvergne-Rhône-Alpes — Vichy) est un établissement public national à caractère administratif dépendant du ministère des Sports, situé à Bellerive-sur-Allier (commune limitrophe de Vichy), dans le département de l'Allier, en région Auvergne-Rhône-Alpes.
Créé en 1972 dans le prolongement du parc omnisports Pierre-Coulon, au cœur d'un plateau sportif délimité à l'est par le lac d'Allier, le CREPS accueille plusieurs équipes en vue de la préparation de compétitions nationales ou internationales ainsi qu'aux Jeux olympiques et paralympiques de 2024. Le site a bénéficié d'une importante opération de rénovation au début des années 2020.

## Situation

### Un site au cœur du plateau sportif
Le CREPS est situé au nord-est de Bellerive-sur-Allier. Il est délimité au nord et à l'est par la partie sud du parc omnisports Pierre-Coulon, à l'ouest par la route de Charmeil (route départementale 6), et au sud-est par l'hippodrome.
Il est inclus dans un plateau d'économie sportive délimité au nord par l'aérodrome de Charmeil et au sud par la boucle des Isles. Il fait partie d'une déclaration de projet qui vise à « rénover et développer le centre omnisports en liaison avec le projet de restructuration du CREPS » en vue d'accueillir des pôles de haute performance, qui a nécessité une révision du plan local d'urbanisme (approuvé par une délibération du conseil communautaire de la communauté d'agglomération Vichy Communauté le 20 septembre 2018) pour permettre sa mise en compatibilité.
L'ensemble du site fait partie du site inscrit du centre ancien de Vichy et des rives d'Allier par arrêté préfectoral du 5 octobre 1982 ; il englobe en grande partie le plateau sportif, dont le CREPS.

### Voies de communication et transports
Le CREPS est desservi par les lignes E et I du réseau MobiVie. Le tracé de ces deux lignes a été modifié le 24 avril 2023 afin d'optimiser la desserte du plateau sportif.
Une navette autonome est également assurée entre le CREPS et le Lac d'Allier, à titre expérimental.

## Histoire

### Du CREGS de Beauvallon à celui de Vichy
Les origines du CREPS de Vichy remontent à la Seconde Guerre mondiale, À la fin des années 1930, Léo Lagrange crée les centres régionaux d'éducation générale et de sport (CREGS). Le site de Beauvallon, dans le Var, est déplacé en mars 1943 à Châtel-Guyon, dans l'ancien hôtel thermal.
Les CREGS deviennent en 1945 les CREPS ; celui de Châtel-Guyon forme uniquement les enseignantes d'EPS.
Alors que les CREPS se situent à proximité d'agglomérations importantes telles que Reims, Bordeaux ou Strasbourg, la forte demande de formations ne permet plus au CREPS de Châtel-Guyon (situé à vingt kilomètres de Clermont-Ferrand) de se maintenir. Dans les années 1960, la recherche d'un nouveau site est envisagée : c'est le site de Vichy qui est retenu ; sous l'impulsion du maire de l'époque, Pierre Coulon, qui a aménagé le lac d'Allier et un centre omnisports de 1,5 km2.
Le CREPS de Vichy est créé le 1er septembre 1972 ; il entraîne par ailleurs la fermeture de l'ancien site de Châtel-Guyon.

### Un lieu de formation des plus grands noms du sport
L'Institut national du football s'installe au CREPS le 6 novembre 1972. Ce centre d'apprentissage de footballeurs regroupait une quarantaine de stagiaires de seize ans ou plus et a notamment formé Jean-Pierre Papin (ballon d'or 1991), Hubert Fournier (directeur technique national de la Fédération française de football) ou Frédéric Antonetti. L'institut disparaît en 1990, année de son transfert à Clairefontaine.
Le CREPS a également accueilli l'École fédérale de golf de 1982 à 2010.

### Un site menacé mais sauvé
À la fin des années 1990, le site est délaissé, les bâtiments sont vétustes, de nombreuses activités sont abandonnées.
En décembre 2008, un dispositif de révision générale des politiques publiques prévoyait la fermeture du CREPS de Vichy-Auvergne, pas assez rentable. Dans une question publiée le 29 janvier 2009, le sénateur UMP du Puy-de-Dôme Jean-Marc Juilhard interpelle le ministère de la Santé et des Sports sur l'avenir des CREPS, dont celui de Vichy, « pour lesquels une concertation régionale doit être engagée », rappelant les différentes formations et accueils assurés par la structure et son évolution qui mettrait en péril la situation économique et sociale du bassin de Vichy si le site fermait. Le ministère confirme le maintien du CREPS dans sa réponse du 18 avril 2010.
En 2014, la Fédération française de football annonçait la fermeture du pôle espoirs de Vichy, créé en 1994 et dont le CREPS était l'un des principaux clients. Cette fermeture, justifiée par un « champ de recrutement réduit ne [permettant] plus de répondre aux critères d'excellence requis » selon son directeur technique national, était programmée pour juin 2015.

### Modernisation du site

#### Projet de modernisation
Le projet de modernisation du CREPS de Vichy fait partie du projet d'agglomération 2015-2025 porté par l'ancienne communauté d'agglomération de Vichy Val d'Allier, approuvé par délibération du conseil communautaire le 18 juin 2015.
La modernisation du plateau d'économie sportive de la communauté d'agglomération Vichy Communauté (qui a succédé à Vichy Val d'Allier le 1er janvier 2017), porteuse du projet, s'inscrit dans le souhait de recevoir des équipes nationales en vue des Jeux olympiques et paralympiques de 2024. Ce programme, inscrit dans le contrat de plan État-Région, a coûté 59,2 millions d'euros, une grande partie étant financée par la région Auvergne-Rhône-Alpes (32,32 millions d'euros), le reste par le département de l'Allier, la communauté d'agglomération Vichy Communauté et la ville de Vichy.

#### Mise en œuvre
À l'automne 2016, la communauté d'agglomération de Vichy Val d'Allier a annoncé le déblocage d'une enveloppe de 40 millions d'euros pour la rénovation du parc omnisports. Le choix de Paris, ville hôte pour les Jeux olympiques d'été de 2024, a accéléré le processus. Initialement prévue pour une durée de dix ans, la rénovation des installations du plateau sportif devrait être terminée au plus tôt pour les Jeux olympiques de 2024, voire pour la Coupe du monde de rugby à XV qui se tient en France en 2023. Jean-Sébastien Laloy, vice-président de Vichy Communauté chargé des sports, a annoncé la rénovation complète des installations en rive gauche. Cette modernisation comprend la création d'« un grand terrain pour les sports collectifs, de nouvelles infrastructures couvertes (notamment pour l'athlétisme) ou un gymnase adapté à la pratique du badminton ». Cette modernisation prévoit également la spécialisation du CREPS comme « pôle de performance, avec un volet recherches sur le thème de l'impact du thermalisme sur les performances sportives ».
Le 15 février 2019, Laurent Wauquiez, président de la région Auvergne-Rhône-Alpes, a annoncé une enveloppe de 24 millions d'euros pour la modernisation du site, qui comprend la rénovation des locaux et des équipements, la réfection des hébergements et le développement des pôles médical sportif et de performance. Pour le maire de Vichy, Frédéric Aguilera, cette somme (complétée par 22 millions d'euros pour la modernisation du plateau d'économie sportive) contribue à « développer l'excellence sportive » à Vichy.

#### Livraison des installations nouvelles ou rénovées
Le marché global de performance a été remporté par le groupe Bouygues, qui a plus d'un an pour rénover les installations existantes (deux bâtiments d'hébergement « Velay » et « Bourbonnais » devant être désamiantés) et construire un espace de restauration et un pôle performance. Le chantier accueille jusqu'à 90 ouvriers et nécessite trois grues.
Les nouvelles installations du CREPS ont été inaugurées le 9 juin 2023 en marge des Jeux globaux (compétition internationale de sport adapté) en présence d'Amélie Oudéa-Castéra, ancienne championne de tennis et ministre des Sports et des Jeux olympiques et paralympiques ; de Laurent Wauquiez, président de la région Auvergne-Rhône-Alpes ; de Frédéric Aguilera, maire de Vichy et président de Vichy Communauté ; de Jean-Sébastien Laloy, maire de Cusset et président du conseil d'administration du CREPS ; et de François Sennepin, maire de Bellerive-sur-Allier, commune d'implantation du site. La rénovation de ce complexe est, selon Frédéric Aguilera, « le plus important [des] vingt-cinq dernières années » sur le territoire de Vichy Communauté et s'inscrit sur les traces de Pierre Coulon, à l'origine du parc omnisports et du plateau sportif de 5 km2 (lac d'Allier inclus).
La rénovation de ces installations a été saluée par Fabienne Buccio, préfète de la région Auvergne-Rhône-Alpes lors d'une visite le 26 juin 2023 ou par les judokates françaises Amandine Buchard et Madeleine Malonga, à l'occasion de la préparation de l'équipe de France féminine de judo en juillet 2023,. Le CREPS a été ouvert au public le 16 septembre 2023 à l'occasion des Journées européennes du patrimoine.

### Le CREPS et les Jeux olympiques et paralympiques de 2024
Le 20 novembre 2019, une première liste de 500 collectivités (communes ou intercommunalités) labellisées Terre de Jeux 2024 est dévoilée par le comité d'organisation des Jeux olympiques et paralympiques d'été de 2024 (COJOP), dont Vichy Communauté. Cette labellisation permet à la communauté d'agglomération de candidater pour devenir centre de préparation aux Jeux olympiques et paralympiques et accueillir des délégations.
Le 5 octobre 2020, le COJOP dévoile une nouvelle liste ; le CREPS (alors en pleine modernisation) a été retenu pour accueillir 35 disciplines (vingt olympiques et quinze paralympiques), faisant du site le plus important centre de préparation au niveau national.

#### Relais des flammes olympique et paralympique
Le 23 juin 2023, le COJOP dévoile le parcours de la flamme olympique. Le territoire de Vichy Communauté est le seul de l'ancienne région administrative Auvergne à accueillir la flamme. La 37e étape du relais, qui a eu lieu le 21 juin 2024, passe notamment par le CREPS ; elle marque le début de la 5e étape de la journée, emmenant les relayeurs du CREPS jusqu'à l'hôtel de ville de Vichy.
Le 10 novembre 2023, le parcours de la flamme paralympique est dévoilé. L'un des douze relais achemine la flamme jusqu'au parc omnisports et au CREPS le 26 août 2024, deux jours avant la cérémonie d'ouverture des Jeux paralympiques qui se déroulent du 28 août au 8 septembre 2024.

#### Préparation aux Jeux olympiques et paralympiques de 2024
De nombreuses équipes, françaises ou internationales, ont choisi le CREPS de Vichy pour leur préparation aux Jeux olympiques et paralympiques de 2024. Certains athlètes ont pu obtenir une médaille.
En mai 2021, la Fédération française de natation a choisi le CREPS pour l'entraînement des équipes olympique et paralympique de France de natation course. L'équipe olympique s'est également entraînée au stade aquatique en juillet 2024, deux semaines avant les compétitions,.
Les équipes de France de judo se sont préparées au CREPS en avril 2024 pour les hommes, en juillet 2023 et juillet 2024 pour les femmes.
L'équipe du Canada de breaking a également choisi Vichy comme lieu d'entraînement et a permis à Phil Wizard de devenir champion olympique.
Le 30 août 2022, Ryan Bolton (en), participant du triathlon aux Jeux olympiques d'été de 2000, a annoncé que l'équipe américaine (olympique et paralympique) de triathlon a choisi la ville thermale pour sa préparation aux Jeux, notamment par la qualité des installations situées à proximité du CREPS : stade aquatique et lac d'Allier pour la nage, profil topographique des voies mélangeant plat et montagne pour la partie vélo, et tour du plan d'eau pour la partie course. L'équipe de France de para-triathlon a également choisi Vichy pour ses entraînements.
Pour le taekwondo, l'équipe canadienne (avec Josipa Kafadar (en), moins de 49 kg, et Skylar Park, moins de 57 kg), ainsi qu'Alasan Ann (en) (plus de 80 kg), unique représentant de la Gambie, ont également choisi Vichy pour leur préparation olympique.
L'équipe de France de rugby fauteuil prépare les Jeux paralympiques à Vichy.

## Gestion et organisation

### Gestion
L'article 28 de la loi no 2015-991 du 6 août 2015 portant nouvelle organisation territoriale de la République, dite « loi NOTRe », transfère partiellement les CREPS aux régions. Cette mesure est entrée en vigueur le 1er janvier 2016. Les régions ont la charge du patrimoine immobilier alors que l'État conserve la prise en charge de la rémunération des personnels administratifs.
En prévision de la fusion des régions Auvergne et Rhône-Alpes, Jean-Michel Guerre, vice-président du conseil régional d'Auvergne et ancien maire de Bellerive-sur-Allier, a annoncé, le 25 février 2015, faire du CREPS de Vichy « la création d'un pôle de formation d'excellence aux métiers du sport » (nature, plein air et montagne)

### Organisation

#### Conseil d'administration
Le CREPS est composé d'un conseil d'administration défini conformément à l'article R. 114-4 du Code du sport, et composé de vingt membres :
- six représentants des collectivités territoriales : le président du conseil régional d'Auvergne-Rhône-Alpes ou son représentant, le président du conseil départemental de l'Allier représenté par le conseiller départemental délégué aux Sports, le président de la communauté d'agglomération Vichy Communauté on son représentant, ainsi que trois conseillers régionaux ;
- trois représentants du mouvement associatif : le président du CROS Auvergne-Rhône-Alpes, la présidente de la Fédération française Sports pour tous et un représentant des associations de jeunesse et d'éducation populaire ou des organismes partenaires ;
- deux personnalités qualifiées désignées par le président du conseil régional ;
- cinq représentants du personnel (pédagogique ; administratif, médical et paramédical ; technique et de service), des sportifs et des stagiaires ;
- quatre représentants de l'État : un représentant du préfet de région, le recteur de région représenté par le recteur de l'académie de Clermont-Ferrand, ainsi que deux conseillers techniques sportifs.

Le conseil d'administration du CREPS est présidé par Jean-Sébastien Laloy, maire de Cusset et deuxième vice-président de la communauté d'agglomération Vichy Communauté. Ce conseil règle les affaires du CREPS par des délibérations portant notamment sur le projet d'établissement, le rapport d'activité annuel ou encore le budget (article R. 114-10 du même code).

#### Direction
Le CREPS est composé d'un directeur assisté de directeurs adjoints (article R. 114-11 du Code du sport), exerçant des compétences assurant le bon fonctionnement de l'établissement (article R. 114-12).
Le CREPS de Vichy est dirigé par Thomas Senn depuis le 1er juin 2018. Il est assisté d'un directeur adjoint, Nicolas Chauvin, d'une assistante de direction, et de cinq responsables des cinq départements du site (administration générale ; moyens généraux ; sport de haut niveau ; pôle médical sportif ; formation professionnelle et apprentissage).

## Activité et missions
Les missions des CREPS sont définies par les articles R. 114-1 à R. 114-3 du Code du sport.

## Bâtiments et équipements

### Les bâtiments
Le CREPS est composé :
- d'un pôle santé et performance, de 2 500 m2, dédié à l'« optimisation de la performance », « vaisseau amiral du CREPS » selon le président du conseil d'administration ;
- d'un pôle de restauration, achevé en novembre 2022[41] : il regroupe trois espaces, avec un self d'une capacité de 150 couverts, une cafétéria et un espace réservé au personnel[16] ;
- d'un gymnase double de 4 000 m2 adapté à la pratique de sports collectifs tels que le handball, le volleyball ou le judo (à cheval avec le parc omnisports) ;
- trois bâtiments d'hébergement (deux ont été rénovés[16]), où les 57 chambres rénovées (soit 118 lits) ont été aménagées pour les personnes à mobilité réduite[41]. Le 20 septembre 2024, alors que les para-triathlètes français se préparent à l'occasion des championnats d'Europe de triathlon, le directeur du CREPS révèle que les chambres porteront le nom de champions des Jeux olympiques et paralympiques de 2024[42].

Le bâtiment des vestiaires Pro, appelé aussi « vestiaire de la rotonde des tennis », est l'un des bâtiments rénovés dans le cadre de la modernisation du plateau sportif. Réservé aux compétitions de haut niveau, il a fait l'objet d'une importante opération de rénovation en 2021 avec le curage et le désamiantage.
Le pôle d'athlétisme, de 1 700 m2, est situé au cœur du parc omnisports, au sud du stade d'athlétisme.

### Équipements
Le CREPS de Vichy est l'un des rares en France à proposer une salle hypoxique, avec quinze chambres, permettant aux athlètes de s'entraîner en milieu sous-oxygéné avec une atmosphère comparable à un milieu réel à 3 200 mètres d'altitude.
Tous les équipements, pensés pour les personnes en situation de handicap, sont accessibles aux sportifs valides (« inclusion inversée »).

## Accueil d'équipes et pôles

### Accueil d'équipes
Le CREPS de Vichy est un lieu d'accueil d'équipes nationales, voire internationales, lesquelles choisissent le site pour s'entraîner en vue de la préparation de compétitions nationales ou de Jeux olympiques. Cet accueil a été impulsé par l'entraînement de Michael Phelps, nageur américain multi-médaillé, pour la préparation des Jeux olympiques de Londres, en 2012, et séduit un grand nombre d'équipes.

### Accueil des sportifs en situation de handicap
De nombreuses équipes de para-athlètes choisissent le CREPS de Vichy pour la préparation à des compétitions spécialisées (championnats de para-natation, de volley assis…) ou aux Jeux paralympiques, ce qui permet aux sportifs de « se concentrer sur la compétition », selon Marie-Amélie Le Fur, multi-médaillée paralympique et présidente du Comité paralympique et sportif français.
Le CREPS accueille le siège du comité départemental handisport de l'Allier, créé le 20 décembre 2005. Il comprend 86 licenciés dans quinze disciplines.
L'équipe de France de para-triathlon a choisi Vichy dès 2015 (pour les championnats du monde de 2015) et s'entraîne au CREPS pour sa préparation aux Jeux paralympiques, depuis que la discipline a été introduite en 2016.

### Pôles
Le CREPS a abrité ou subventionné plusieurs pôles :
- le pôle espoirs de football, de 1994 à 2015 ;
- le pôle France handisport de natation, créé en 2011, seul pôle France formant les jeunes nageurs de 13 à 19 ans[47]. En septembre 2018, le pôle déménage au CREPS de Bordeaux ; en réaction à cette décision, afin que les nageurs puissent continuer à s'entraîner à Vichy, une académie privée indépendante est créée, l'académie Philippe Croizon.

## Divers
Le 14 décembre 2022, le CREPS a rejoint le réseau grand INSEP 2021-2024. Ce réseau, qui compte trente centres labellisés, « a pour mission première d'accompagner les sportifs de haut niveau et leur encadrement vers l'excellence ».